# ایوان استویانوف (بازیکن فوتبال، زاده ۱۹۸۳)
ایوان استویانوف (بلغاری: Иван Стоянов؛ زادهٔ ۲۴ ژوئیهٔ ۱۹۸۳) بازیکن فوتبال در پست مهاجم و هافبک اهل بلغارستان است.

## باشگاهی
از باشگاه‌هایی که در آن بازی کرده‌است می‌توان به باشگاه فوتبال لودوگورتس رازگراد، باشگاه فوتبال زسکا صوفیه، باشگاه فوتبال اشتوتگارت و باشگاه فوتبال زسکا صوفیه اشاره کرد.

## تیم ملی
وی همچنین در تیم ملی فوتبال بلغارستان بازی کرده‌است.